# Hallmundarhraun

Il campo di lava

Hallmundarhraun è un campo di lava in Islanda creato dai vulcani che si trovano sotto i ghiacciai Langjökull e Eiríksjökull. Si ritiene risalga all'inizio del X secolo, all'inizio dei primi insediamenti nell'isola, e le sue dimensioni (una larghezza di circa 7 km ed una lunghezza di 52 km) fanno supporre che l'eruzione dal quale è stato originato durò per mesi.
Una caratteristica di quest'area sono le grotte ed i tunnel creati dai flussi di lava incandescente che continuavano a scorrere sotto una crosta già solidificata: le principali di queste formazioni sono Víðgelmir (64.75184°N 20.8015°W), Stefánshellir e Surtshellir (64.78431°N 20.723°W).
Non lontano da Hallmundarhraun si trovano le cascate di Hraunfossar e Barnafoss.

## Galleria d'immagini

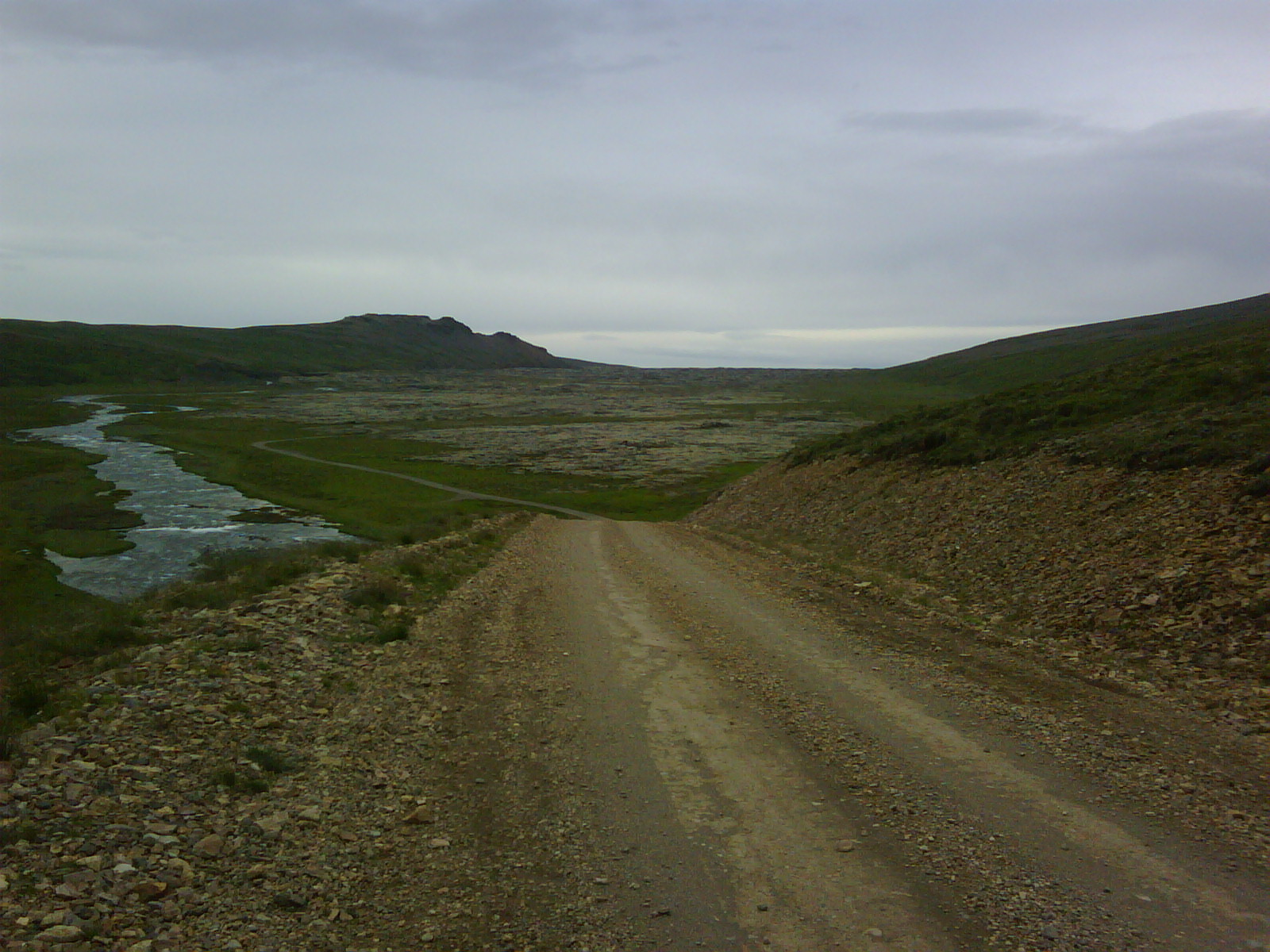
Panorama del Hallmundarhraun
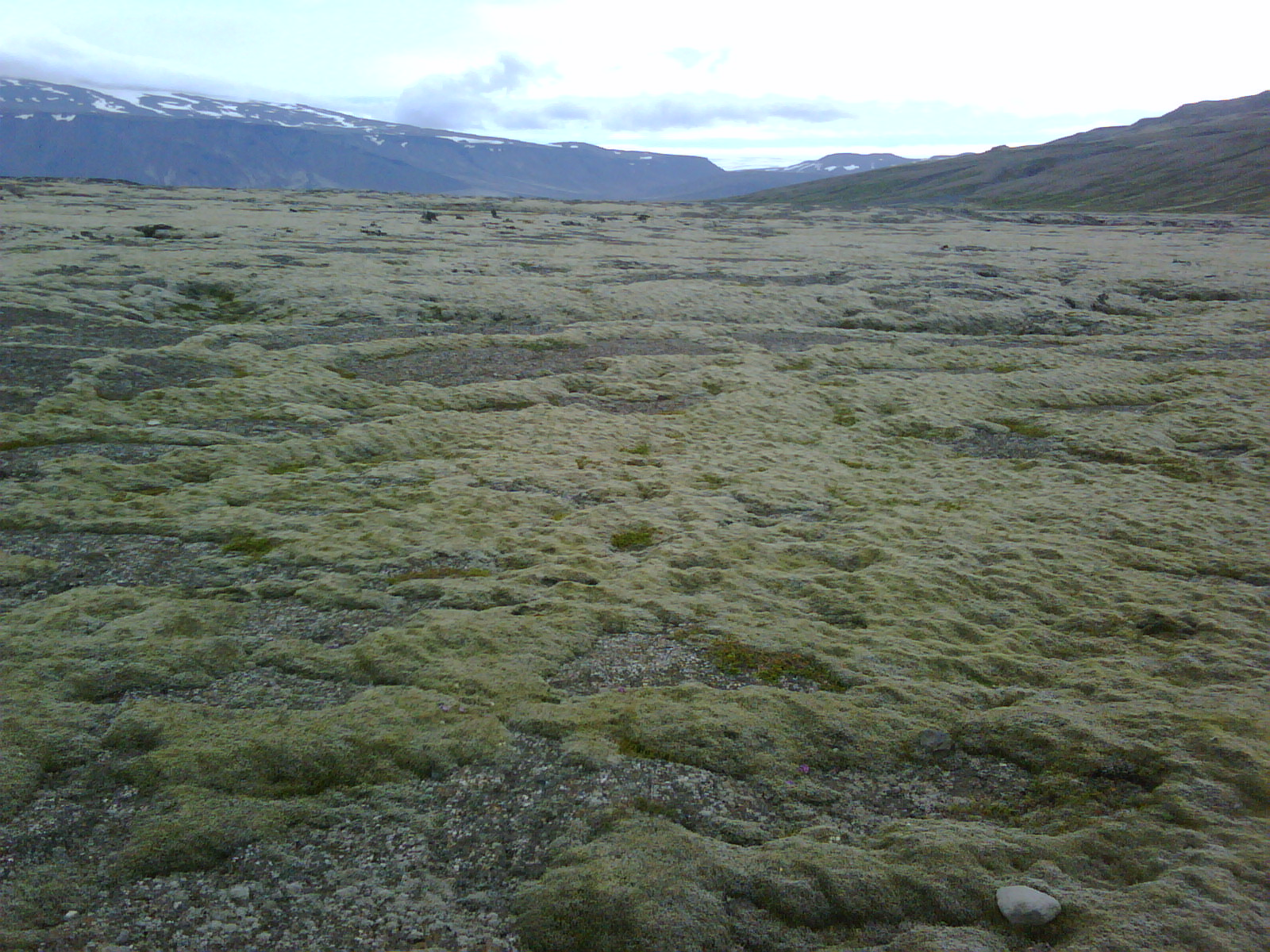
Campo di lava
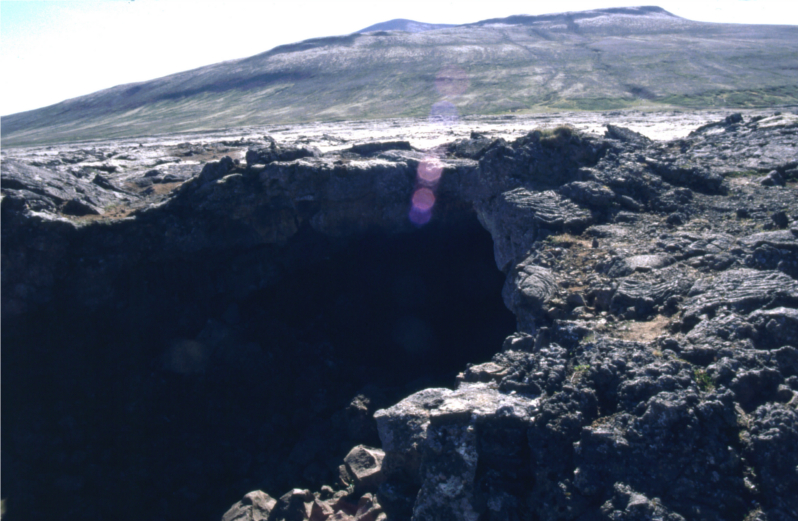
Ingresso della Surtshellir
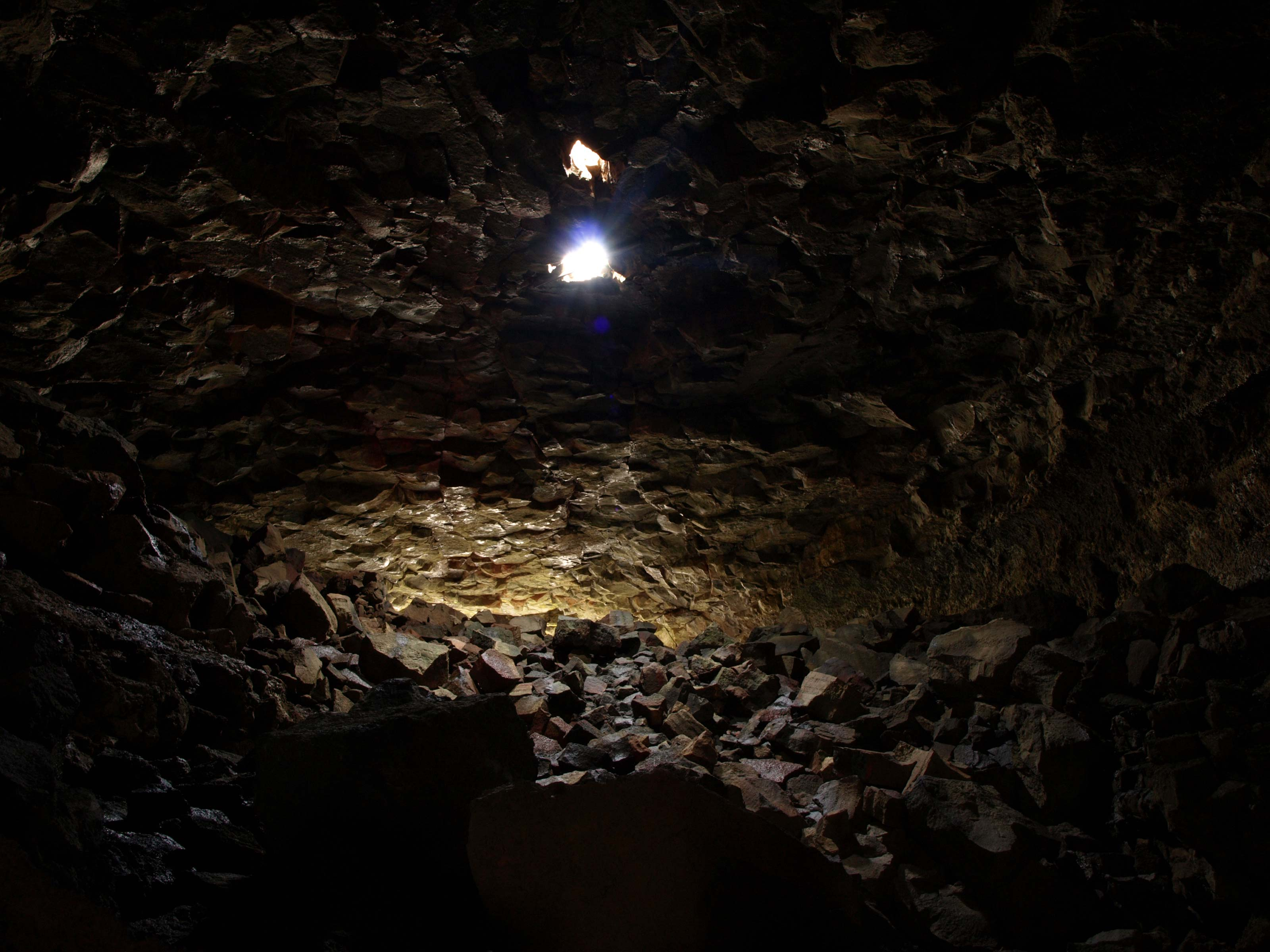
Interno della Surtshellir
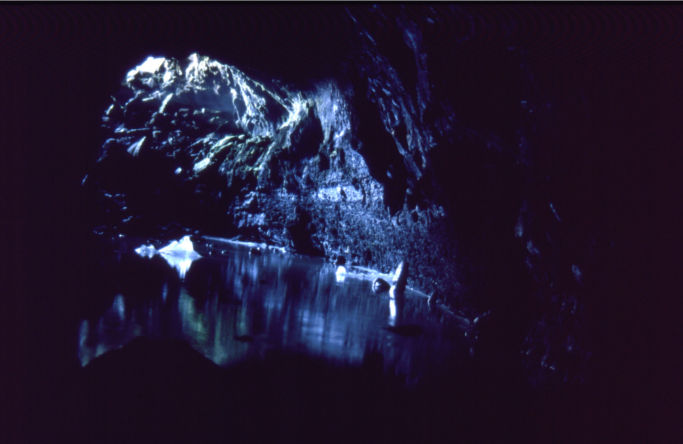
Surtshellir
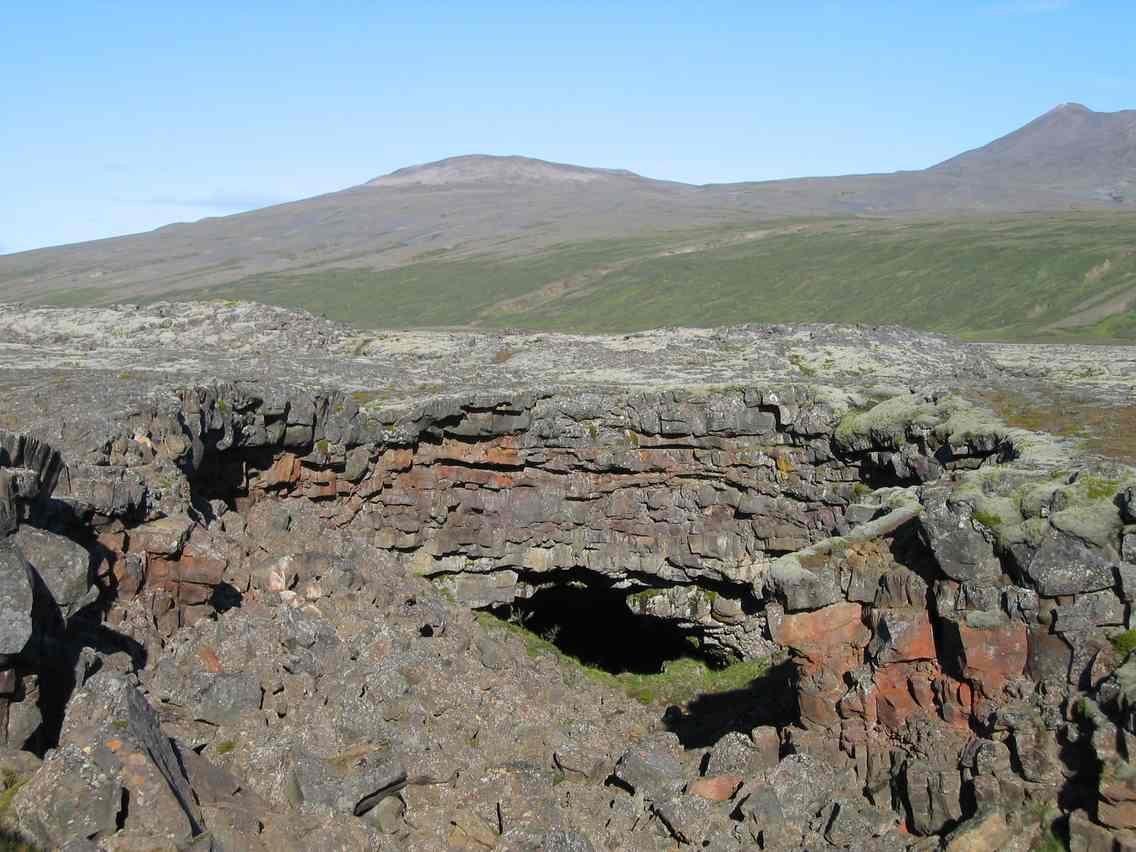
Ingresso della Víðgelmir
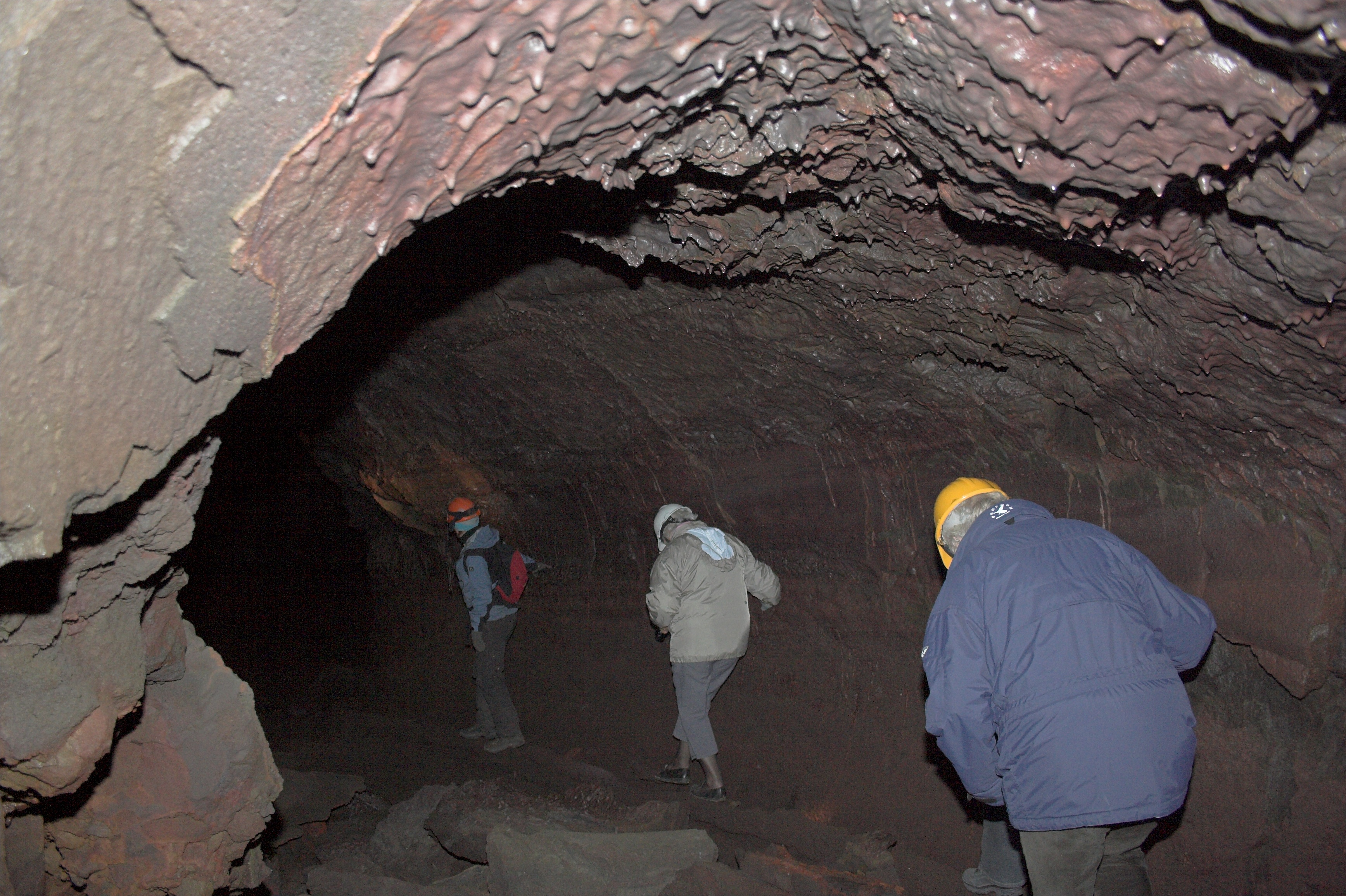
Interno della Víðgelmir
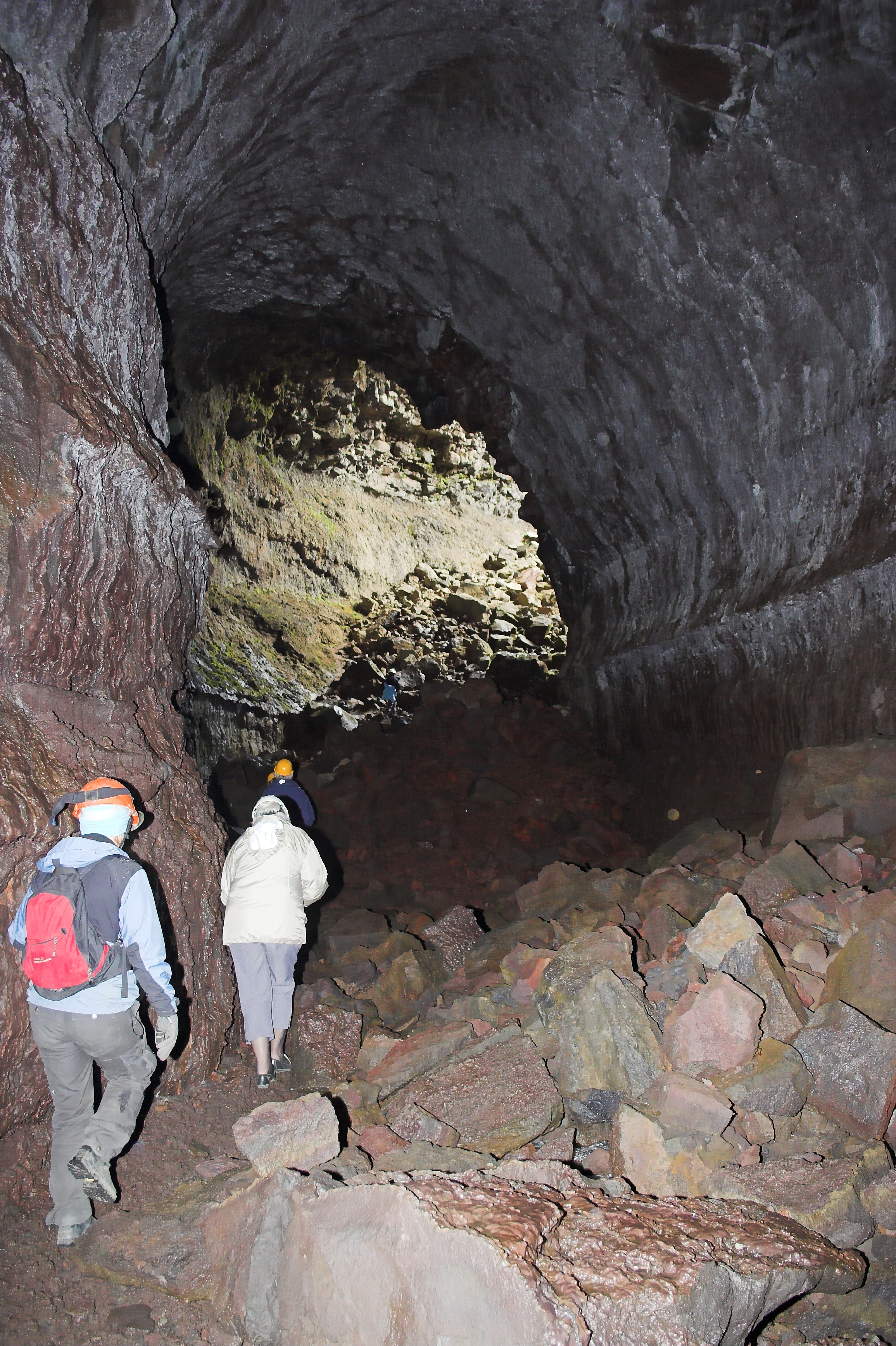
Víðgelmir